# 岩佐美帆子
岩佐 美帆子（いわさ みほこ、2005年8月15日 -）は、日本将棋連盟（関西本部）所属の女流棋士。女流棋士番号は76。岐阜県岐阜市出身。関西大学在学中。豊島将之九段門下。

## 棋歴

### 女流棋士になるまで
小学4年生のときに、兄二人の影響で将棋を始めた。
小学5年生のときに、東海研修会に入会。
2016年、第10回小学生女子将棋名人戦で3位。
第12期マイナビ女子オープンチャレンジマッチに出場して女流棋士の安食総子を破るが、相川春香に敗れた。翌期の第13期マイナビ女子オープンチャレンジマッチにも出場するが、今度は安食に敗れた。
2019年、第11回中学生女子将棋名人戦で準優勝。決勝では、2年後に自身より少し先に女流棋士になる佐々木海法に大熱戦の末敗れた。
2020年、第36回関西アマチュア女流将棋名人戦で3位。第12回中学生女子将棋名人戦で5位。
2021年、第57回全国高校将棋選手権大会の団体戦に鶯谷高等学校の主将として出場して5位 。
2021年12月12日、東海研修会の定例会で4連勝し、12勝4敗でB2昇級となり、女流棋士（女流2級）になる資格を得た。

### 女流棋士になってから
2022年2月1日付で日本将棋連盟（関西本部）所属の女流2級となった。デビュー戦は3月14日に関西将棋会館で行われた第30期倉敷藤花戦1回戦で、山口絵美菜を相手に終盤まで優位に進めたが、最終盤で手を誤り逆転負けを喫した。岩佐は「終盤の甘さを痛感した」とコメントした。

## 棋風
- 得意戦法は、師匠・豊島将之の得意戦法でもある角換わりで、豊島は、正統派で攻守のバランスが取れていると評した[14]。岩佐は豊島の棋譜を中心に並べて勉強している[2]。

## 人物
- 趣味は音楽鑑賞と読書[12]。
- 祖父母宅が豊島の地元である愛知県一宮市にあり、帰省の際などに直接指導を受けた[2]。
- 岐阜県在住者として初の棋士となった高田明浩ともアドバイスを受けるなど交流がある[15]。
- 先に女流棋士になった山口仁子梨・稀良莉姉妹も岐阜市出身で鶯谷高等学校出身である。特に山口稀良莉は高校で学年1つ上の先輩である。

## 昇段・昇級履歴
研修会
- 2016年07月00日 - 東海研修会 入会（F1クラス）[16]
- 2021年12月12日 - B2クラス昇級（女流2級資格）[11]

女流棋士
- 2022年02月01日 - 女流2級 = プロ入り[12]
- 2023年04月01日 - 女流1級（年度成績指し分け以上・8勝以上／2022年度9勝9敗、女流通算9勝10敗）[17][18]

## 主な成績

### 在籍クラス
| 2024 | 3 |  |  |  |  | D27 | 5-3 |
| 2024 | 4 |  |  |  |  | D12 | 4-4 |
| 2025 | 5 |  |  |  |  | D16 |     |
| 女流順位戦の 枠表記 は挑戦者。右欄の数字は勝-敗(番勝負/PO含まず)。 順位戦の右数字はクラス内順位 ( x当期降級点 / *累積降級点 / +降級点消去 ) |   |  |  |  |  |     |     |

### 年度別成績
| 年度         | 対局数 | 勝数 | 負数 | 勝率   | (出典) | 女流通算成績 | 女流通算成績 | 女流通算成績 | 女流通算成績 | 女流通算成績 |
| ------------ | ------ | ---- | ---- | ------ | ------ | ------------ | ------------ | ------------ | ------------ | ------------ |
| 2021年度     | 1      | 0    | 1    | 0.0000 | [ 19 ] | 対局数       | 勝数         | 負数         | 勝率         | (出典)       |
| 2022年度     | 18     | 9    | 9    | 0.5000 | [ 20 ] | 19           | 9            | 10           | 0.4736       | [ 18 ]       |
| 2023年度     | 23     | 10   | 13   | 0.4347 | [ 21 ] | 42           | 19           | 23           | 0.4523       | [ 22 ]       |
| 2024年度     | 25     | 12   | 13   | 0.4800 | [ 23 ] | 67           | 31           | 36           | 0.4626       | [ 24 ]       |
| 通算         | 67     | 31   | 36   | 0.4626 | [ 24 ] |              |              |              |              |              |
| 2024年度まで |        |      |      |        |        |              |              |              |              |              |